# 망고 (종)

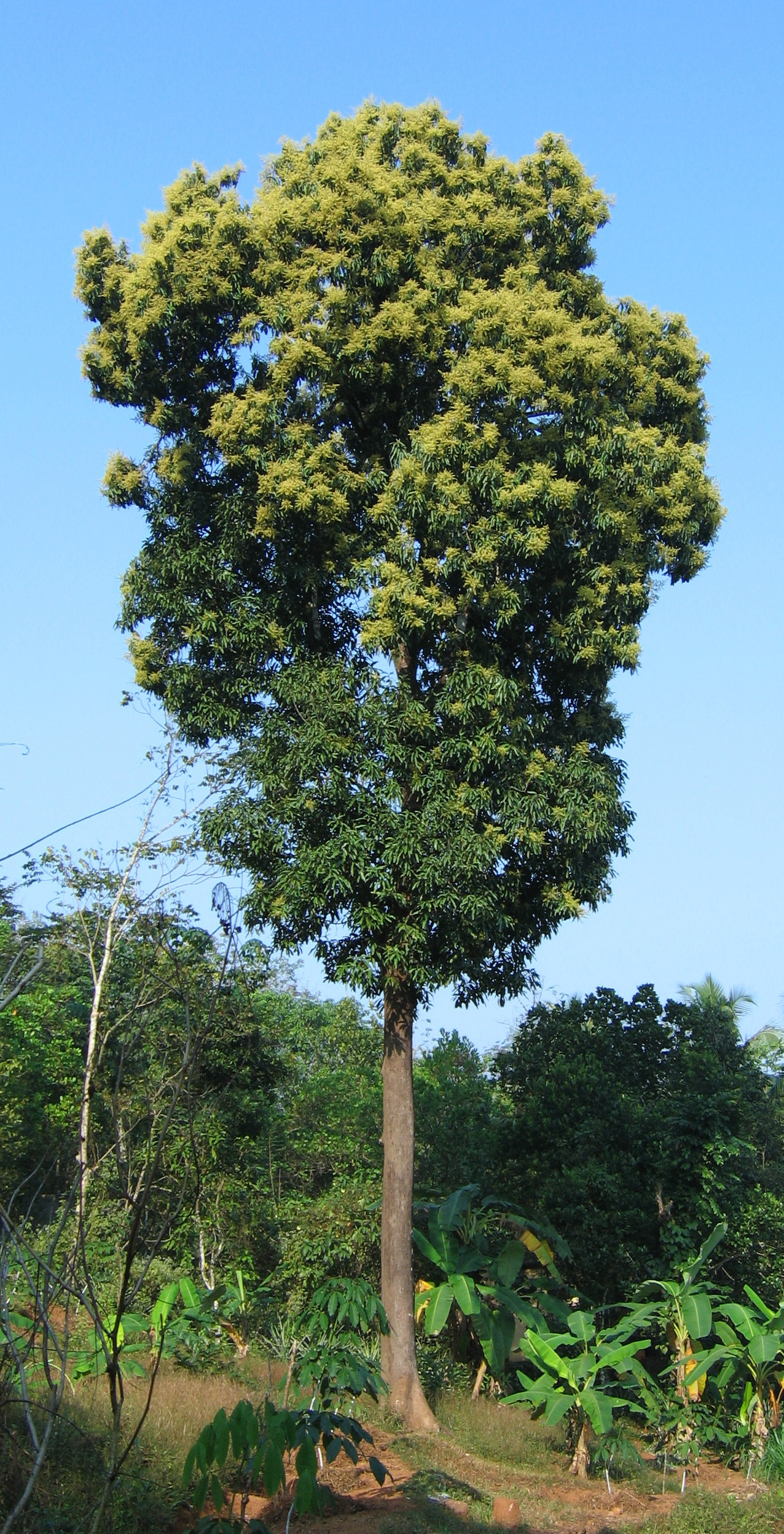
인도 케랄라주의 망고나무

망고(mango, 芒果)는 옻나무과에 속하며 원산지는 동남아시아이다. 미얀마, 인도 북부, 멕시코 등 아열대 지방에 분포한다. 열매인 망고는 노란색을 띠며 날 것으로 먹기도 하나 아이스크림, 디저트, 음료수, 과자 등에도 쓰인다. 비타민 A가 많고, 카로틴은 푸른 채소와 거의 유사하게 들어있다.

## 사진

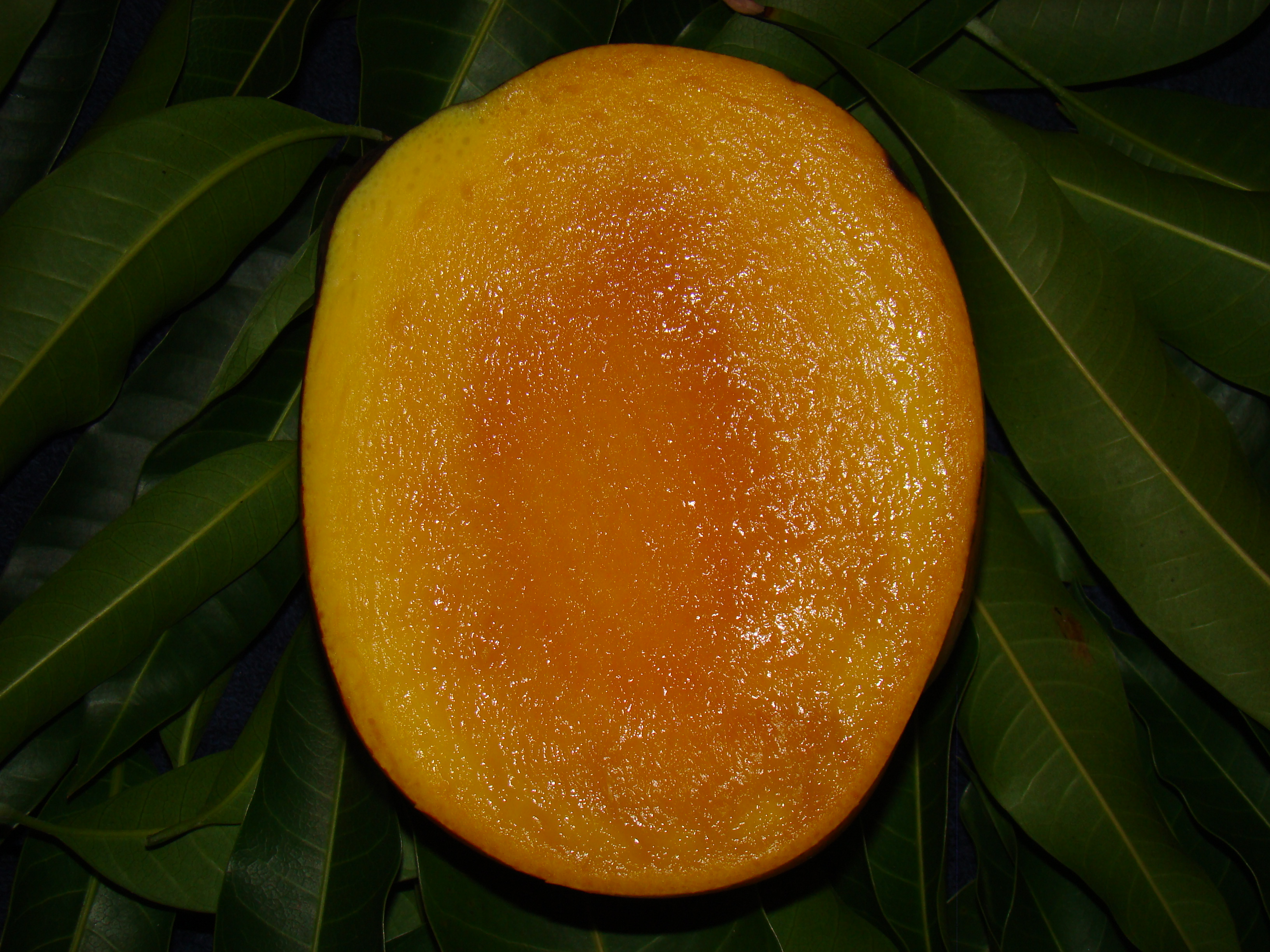
망고의 단면
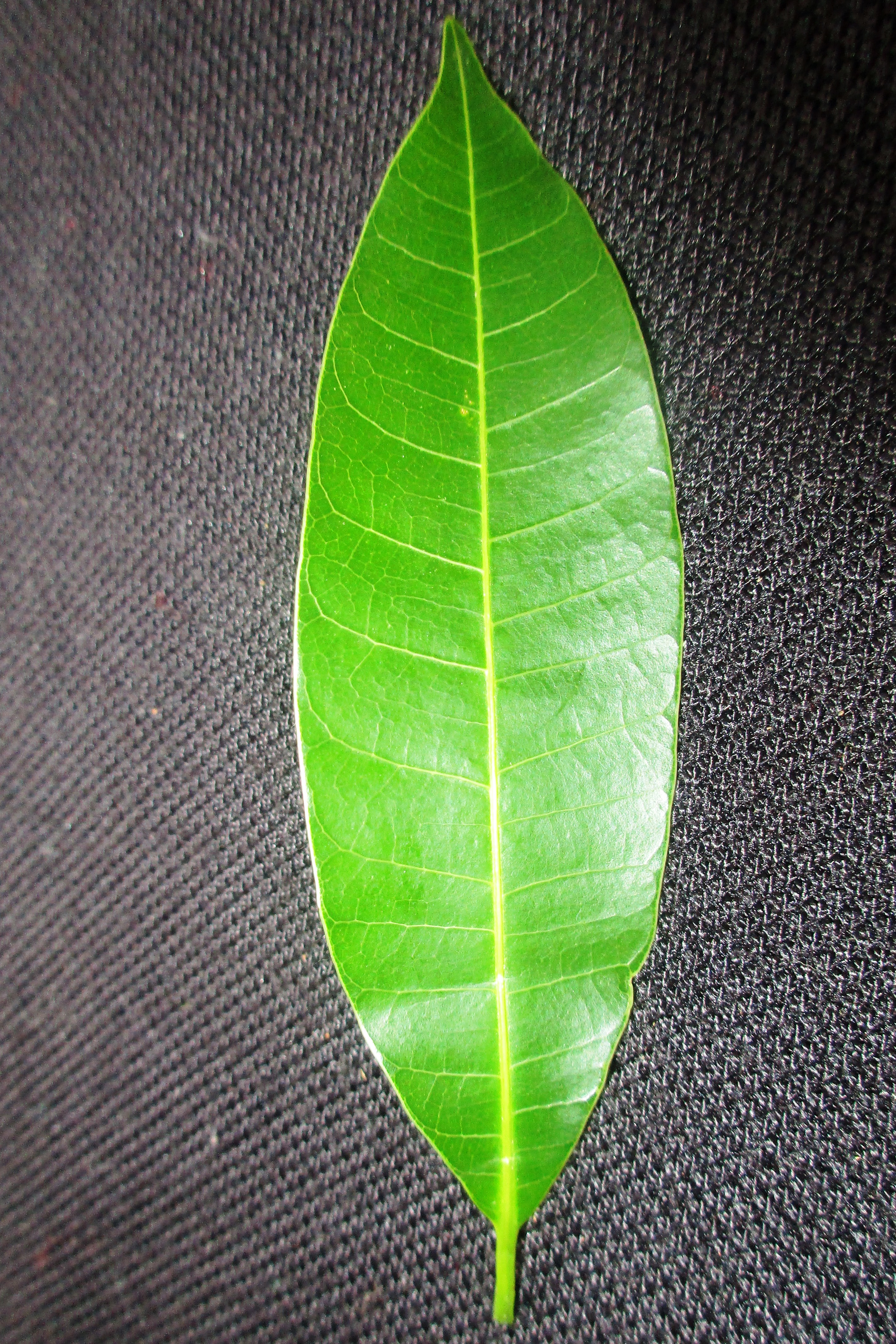
망고의 잎
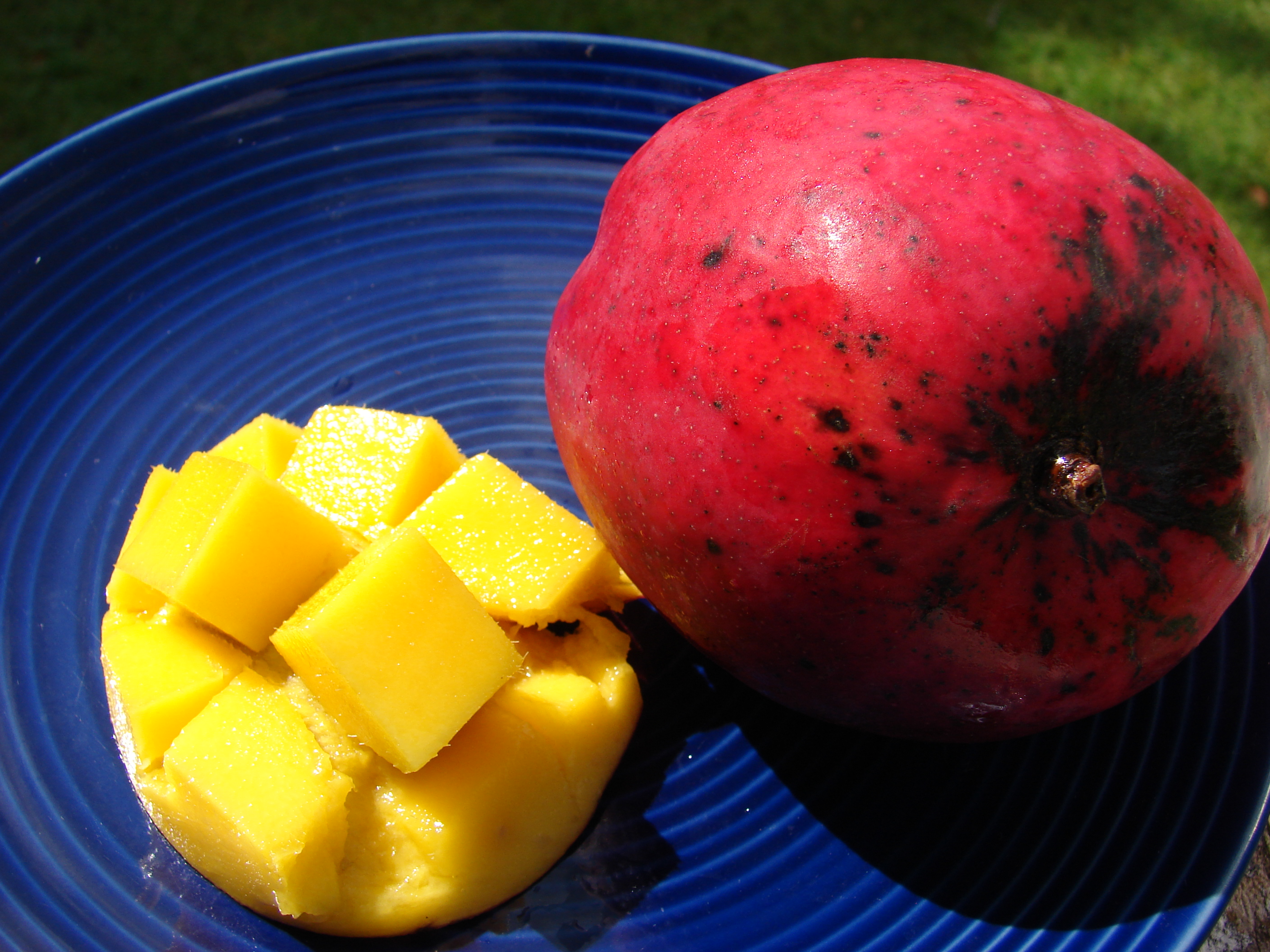
접시에 담아낸 망고
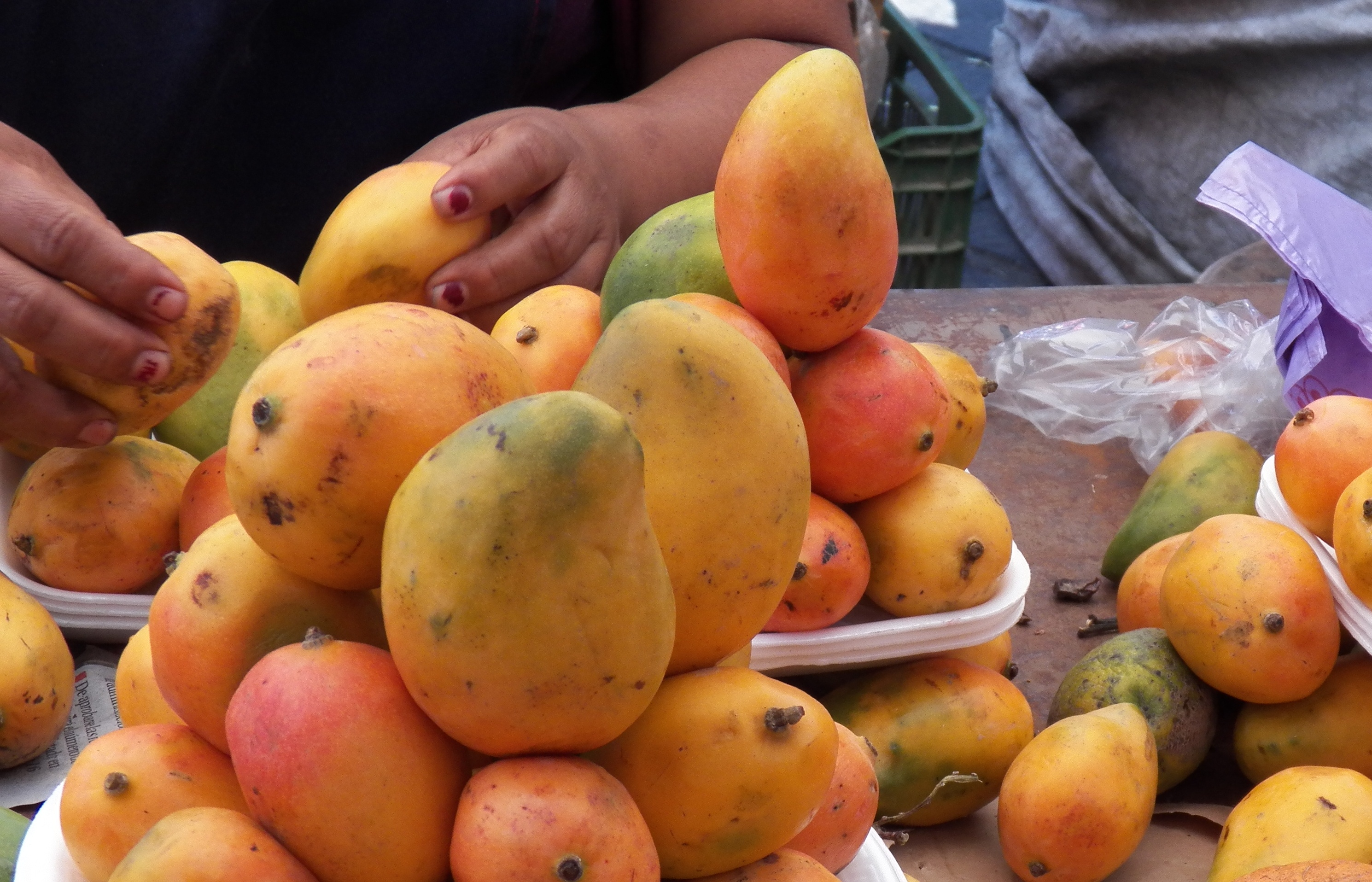
망고, 멕시코 오아하카
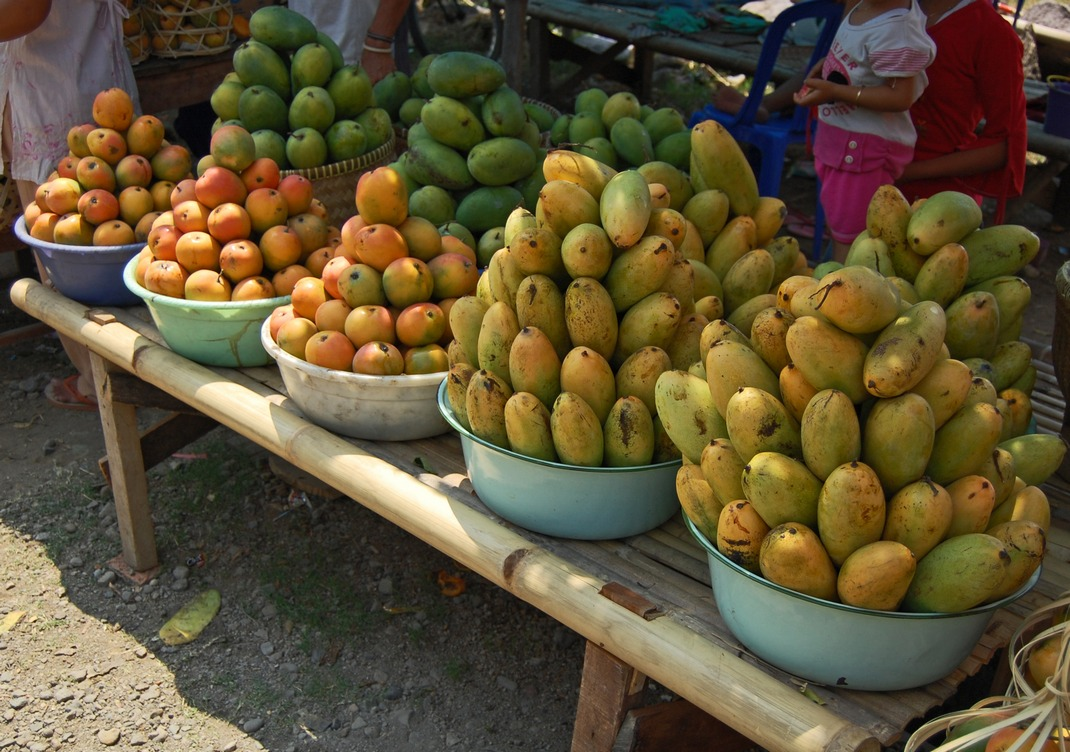
판매를 위해 전시된 망고, 인도네시아 자바